# Webb's First Deep Field

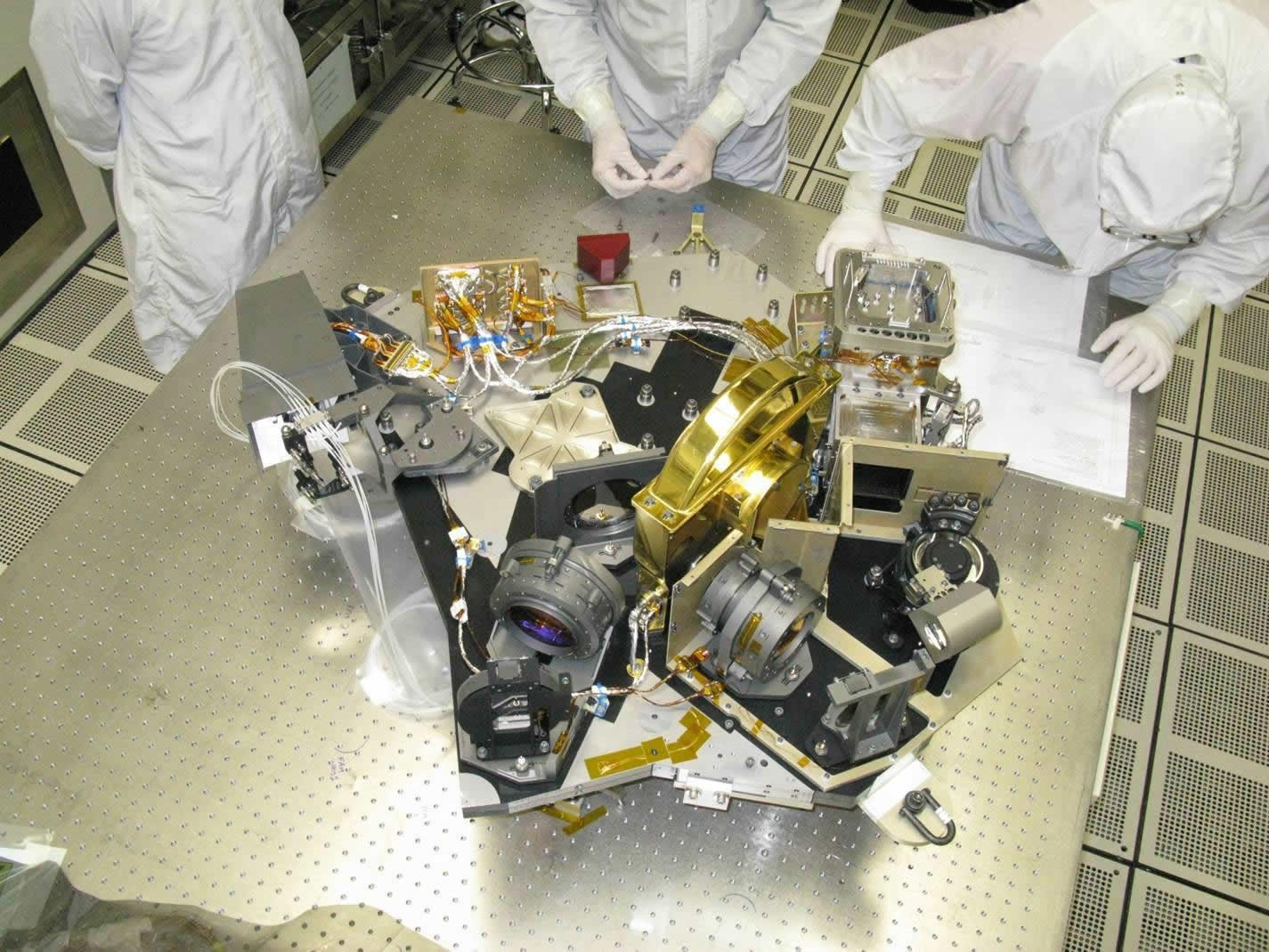
Near-Infrared Camera (NIRCam), testovací jednotka, část vnitřní optiky, objektivy a zrcadla, 2012

Webb's First Deep Field (česky První Webbovo hluboké pole) je první provozní snímek pořízený vesmírným dalekohledem Jamese Webba, zobrazující kupu galaxií SMACS 0723, vzdálenou 4,6 miliardy světelných let od Země. Složený snímek zveřejněný 11. července 2022, byl pořízen zařízením Near-Infrared Camera (NIRCam) dalekohledu a pokrývá malou oblast oblohy viditelnou z jižní polokoule. Na snímku, který se do té doby stal nejpodrobněji pořízenou fotografií raného vesmíru s nejvyšším rozlišením, jsou viditelné tisíce galaxií.

## Pozadí
Vesmírný dalekohled Jamese Webba (JWST) provádí infračervenou astronomii. Fotografie nasnímaná zařízením Near-Infrared Camera (NIRCam) v dalekohledu, byla vytvořena ze série snímků na různých vlnových délkách a její pořízení trvalo celkem 12,5 hodiny. Hubbleův vesmírný dalekohled by na pořízení podobné fotografie potřeboval týdny a navíc se zachycené infračervené vlnové délky nachází mimo jeho nejhlubší pole. Dalekohled obíhá kolem druhého Lagrangeova bodu (L 2), vzdáleného asi 1,5 milionu kilometrů od Země od 24. ledna 2022. Na L2 udržuje gravitační přitažlivost Slunce a Země pohyb dalekohledu kolem Slunce synchronizovaný se Zemí.
SMACS 0723 je kupa galaxií na obloze viditelná z jižní polokoule Země a byla zkoumána Hubbleovým vesmírným dalekohledem a dalšími dalekohledy při hledání hluboké minulosti.

## Vědecké výsledky
Obrázek ukazuje kupu galaxií SMACS 0723, jak vypadala před 4,6 miliardami let. Zachycená oblast oblohy je velká jen zhruba 2,4 úhlové minuty, což je podle ředitele NASA Billa Nelsona velikost zrnka písku, které držíme v natažené ruce. Mnoho zobrazených kosmologických entit má významný rudý posuv v důsledku rozpínání vesmíru.
Kupa galaxií díky své hmotnosti funguje jako gravitační čočka a zesiluje světlo vzdálenějších galaxií. Kamera NIRCam zobrazila vzdálené galaxie a odhalila drobné, slabé struktury, které nikdy předtím nebyly viděny, včetně hvězdokup a mlhovin.

## Význam
Webb's First Deep Field je první snímek ve falešných barvách z JWST a infračervený pohled na vesmír s dosud nejvyšším zachyceným rozlišením. Snímek odhaluje tisíce galaxií v malém kousku rozlehlého vesmíru a infračervený záběr odhalil slabé struktury v extrémně vzdálených galaxiích, které nabízejí dosud nejdetailnější pohled na raný vesmír. Na snímcích z dalekohledu se poprvé objevily tisíce galaxií, které zahrnují ty nejslabší objekty, jaké kdy byly pozorovány v infračervené oblasti.
Poprvé byl snímek veřejnosti odhalen během akce v Bílém domě dne 11. července 2022 americkým prezidentem Joe Bidenem.

## Galerie
Deep Field – kupa galaxií SMACS J0723.3-7327.

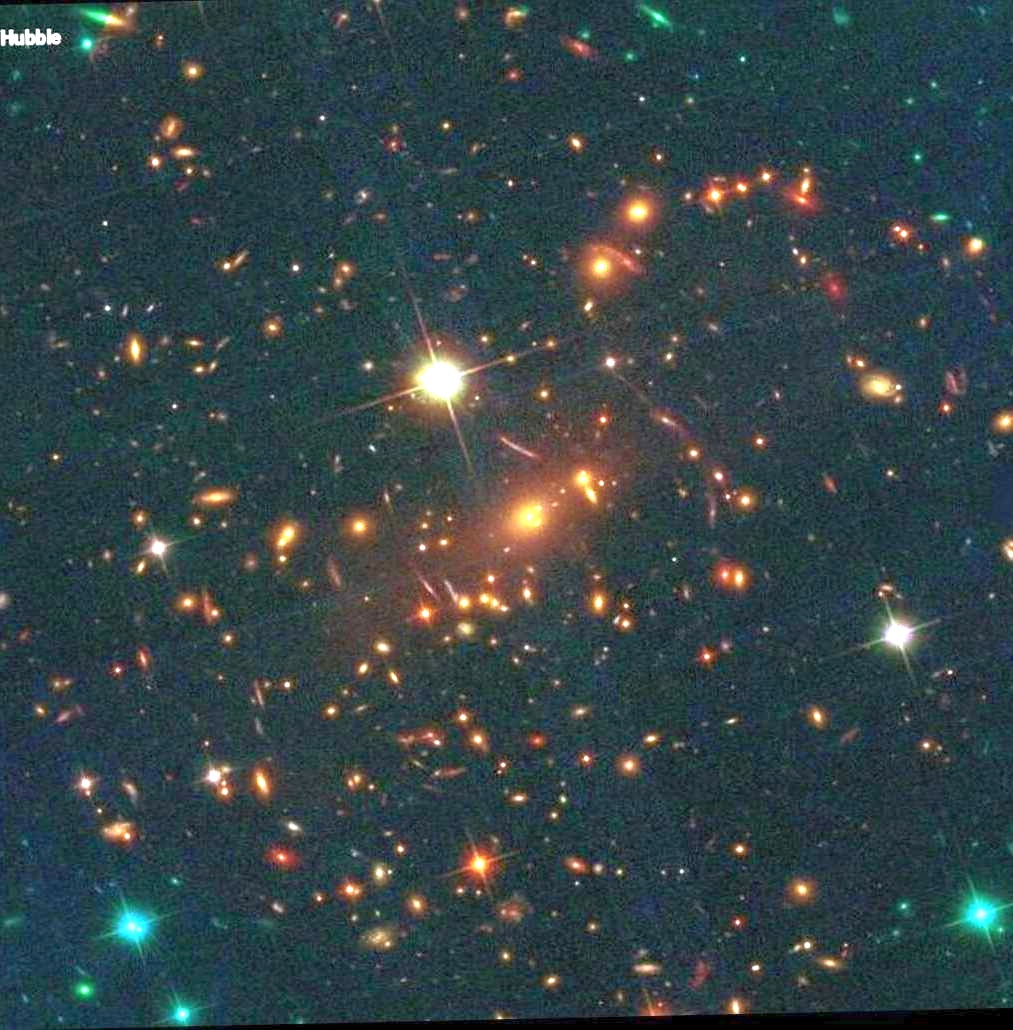
Fotografie pořízená Hubbleovým teleskopem (2017)
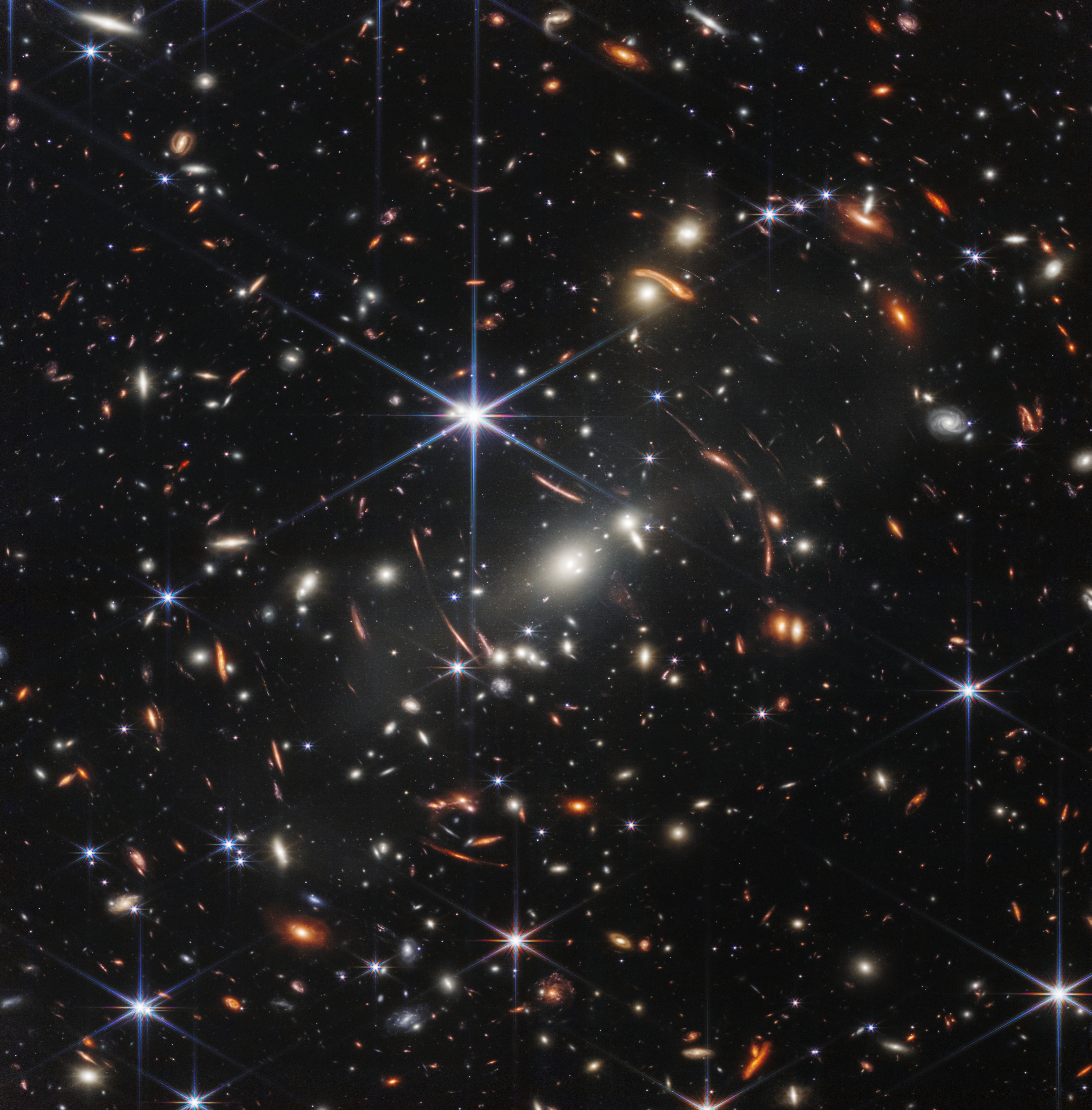
Fotografie pořízená Webbovým teleskopem (2022)